# Victoria Hall

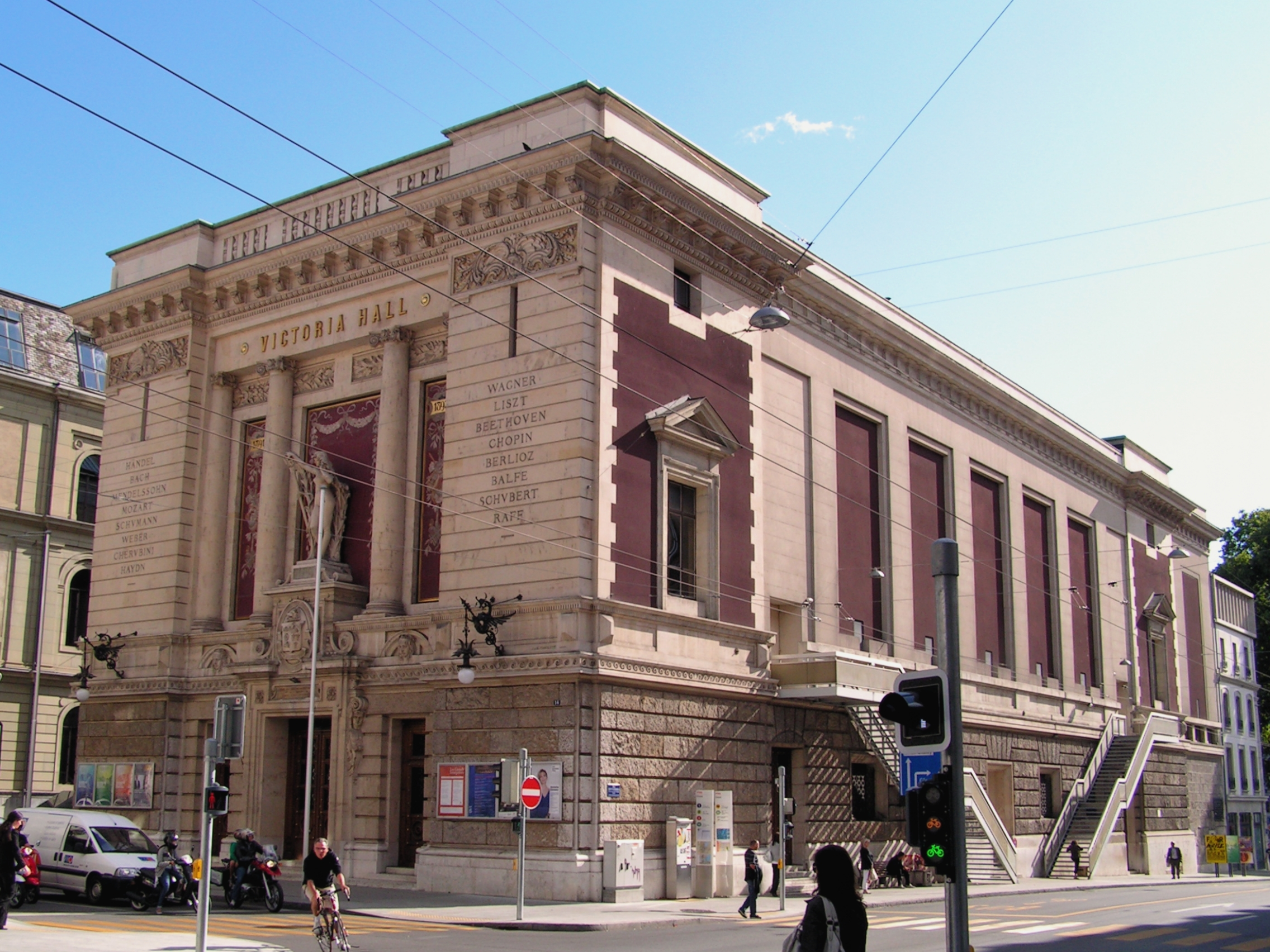
Fassade der Victoria Hall

Die Victoria Hall ist ein Konzertsaal in Genf (Schweiz) zur Aufführung klassischer Musik. Sie befindet sich in der Nähe des Grand Théâtre und des Konservatoriums. Genutzt wird die Victoria Hall vom Orchestre de la Suisse Romande.

## Geschichte
Daniel Fitzgerald Packenham Barton (1850–1907), britischer Konsul in Genf und vermögender Musikliebhaber, gründete 1883 die Harmonie nautique und liess danach für sie durch den Architekten John Camoletti einen Konzertsaal erbauen. Er widmete ihn seiner Regentin, der Königin Victoria.
Das Gebäude, errichtet zwischen 1891 und 1894, hat eine Fassade im charakteristischen Stil der Beaux-Arts-Architektur. 1904 schenkte Barton das Haus der Stadt Genf. Am 16. September 1984 brannte es, wobei die innere Einrichtung teilweise, die Orgel komplett zerstört wurde. Die Stadt entschied darauf, das Gebäude zu restaurieren. Es wurde am 4. April 1986 in die kantonale Liste der Kulturgüter in Genf/Cité und danach in die Liste der Kulturgüter von nationaler Bedeutung im Kanton Genf aufgenommen. Mit dem Neubau der Orgel wurde die niederländische Firma J. L. van den Heuvel Orgelbouw betraut. Das Eröffnungskonzert fand am 13. Februar 1993 statt.
Der Konzertsaal hat 1600 Plätze. 2006 renovierte ihn die Stadt, um den Komfort für Zuhörer und Musiker zu verbessern.

## Orgel

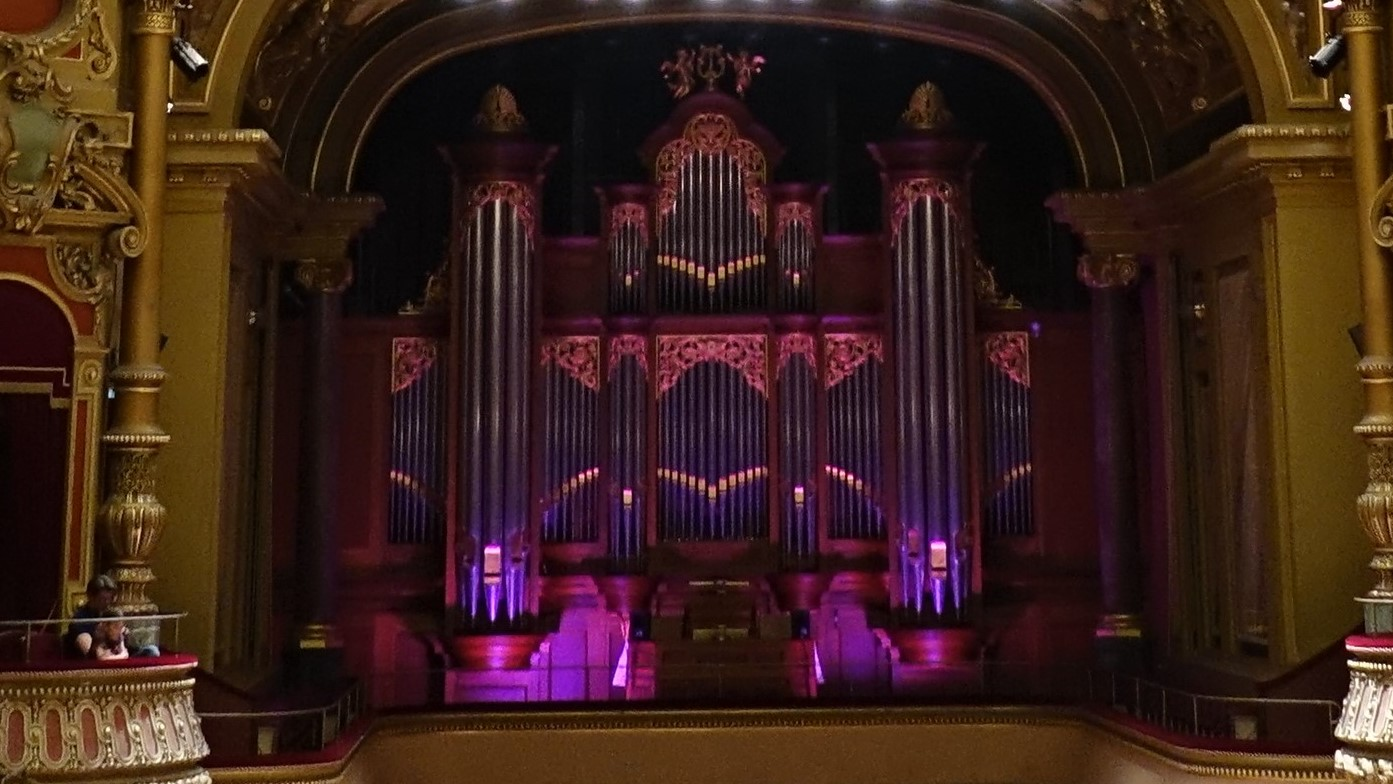
Orgelprospekt

Die erste Orgel wurde 1894 von dem Orgelbauer Theodor Kuhn erbaut. Das Instrument wurde 1949 durch ein grosses neoklassisches Instrument ersetzt, das 1984 beim Brand der Victoria Hall vernichtet wurde. Die heutige Orgel wurde von der Orgelbaufirma J. L. van den Heuvel Orgelbouw erbaut. Das grosse symphonische Instrument nach französischer Tradition im Stil des Aristide Cavaillé-Coll hat 71 Register, verteilt auf vier Manualwerke und Pedal. Die Spieltrakturen sind mechanisch, unterstützt von Barker-Hebeln.
| I Grand Orgue C–c4       |     |
| Montre                   | 16' |
| Bourdon                  | 16' |
| Montre                   | 08' |
| Salicional               | 08' |
| Flûte Harmonique         | 08' |
| Bourdon                  | 08' |
| Prestant                 | 04' |
| Flûte                    | 04' |
| Octave                   | 04' |
| Doublette                | 02' |
| Grande Fourniture III-VI |     |
| Fourniture V             |     |
| Cymbale IV               |     |
| Grand Cornet V           |     |
| Grande Sesquialtera II   |     |
| Bombarde                 | 16' |
| Trompette                | 08' |
| Clairon                  | 04' |

| II Positif C–c4  |         |
| Bourdon          | 16'     |
| Montre           | 08'     |
| Flûte Harmonique | 08'     |
| Salicional       | 08'     |
| Unda-Maris       | 08'     |
| Bourdon          | 08'     |
| Prestant         | 04'     |
| Flûte Douce      | 04'     |
| Nasard           | 02 ⁄3'  |
| Doublette        | 02'     |
| Tierce           | 01 3⁄5' |
| Larigot          | 01 ⁄3'  |
| Piccolo          | 01'     |
| Plein-Jeu V      |         |
| Basson           | 16'     |
| Trompette        | 08'     |
| Cromorne         | 08'     |
| Clairon          | 04'     |
| Trémolo          |         |

| III Récit expressif C–c4    |     |
| Quintaton                   | 16' |
| Diapason                    | 08' |
| Flûte Traversière           | 08' |
| Gambe                       | 08' |
| Voix Céleste                | 08' |
| Cor de Nuit                 | 08' |
| Fugara                      | 04' |
| Flûte Octaviante            | 04' |
| Basson-Hautbois             | 08' |
| Clarinette                  | 08' |
| Voix Humaine                | 08' |
| Octavin                     | 02' |
| Plein-Jeu Harmonique III-VI |     |
| Carillon I-III              |     |
| Cornet V                    |     |
| Bombarde                    | 16' |
| Trompette Harmonique        | 08' |
| Clairon Harmonique          | 04' |
| Trémolo                     |     |

| IV Bombarde (en chamade) C–c4 |     |
| Tuba Magna                    | 16' |
| Tuba Mirabilis                | 08' |
| Cor Harmonique                | 04' |

| Pédale C–g1       |         |
| Soubasse          | 32'     |
| Flûte             | 16'     |
| Violon            | 16'     |
| Soubasse          | 16'     |
| Grande Quinte     | 10 2⁄3' |
| Flûte             | 08'     |
| Violoncelle       | 08'     |
| Bourdon           | 08'     |
| Flûte             | 04'     |
| Contre-Bombarde 0 | 32'     |
| Bombarde          | 16'     |
| Basson            | 16'     |
| Trompette         | 08'     |
| Clairon           | 04'     |

- Koppeln: I/I (Suboktavkoppel), II/I, III/I, III/III (Suboktavkoppel),  IV/I, IV/II, I/P, II/P, III/P, IV/P
- Appels: Appel Machine Grand-Orgue, Appel Machine Positif, Appel Jeux de Combinaison Pédale, Appel Jeux de Combinaison Grand-Orgue, Appel Jeux de Combinaison Positif, Appel Jeux de Combinaison Récit, Crescendo, Expression Récit